# Serayu (Fluss)
Der Serayu (javanisch Kali Serayu, indonesisch Sungai Serayu) ist ein 180 Kilometer langer Fluss auf der indonesischen Insel Java. Er entspringt an der nordwestlichen Flanke des Vulkans Prahu, im Dieng-Plateau, und mündet in der Nähe der Stadt Cilacap in den Indischen Ozean.
Der Serayu hat elf Nebenflüsse, die größten sind Begaluh, Merawu, Klawing und Logawa. Das Wasser wird unter anderem zur Bewässerung von Feldern, für Trinkwasser oder zur Erzeugung vom Strom genutzt. Das Dammprojekt Panglima Besar Sudirman wurde 1983 bei der Stadt Banjarnegara am Oberlauf gebaut. Der Stausee erstreckt sich über eine Fläche von rund zehn Quadratkilometer. Das Wasserkraftwerk hat eine Leistung von 180 MW.
Das Einzugsgebiet mit einer Fläche von 4375 Quadratkilometern befindet sich der Provinz Zentral-Java und erstreckt sich über die fünf Verwaltungsbezirke Wonosobo, Purbalingga, Banjarnegara, Banyumas und Cilacap. Größte Stadt ist Purwokerto mit etwa 250.000 Einwohnern.
Das Gebiet ist von mehreren Vulkanen umgeben. Auf der östlichen Seite befinden sich das Dieng-Plateau, mit dem Quellgebiet, sowie der Sundoro und der Sumbing, beide über 3000 m hoch. Der Slamet, zweithöchster Vulkan in Indonesien, liegt sich weniger als 50 Kilometer nördlich der Mündung. Dort befindet sich das Quellgebiet des Nebenflusses Logawa.